# Robin Chaigneau
Robin Chaigneau (Meerkerk, 2 september 1988) is een Nederlands wielrenner die tussen 2012 en 2014 uitkwam voor Koga Cycling Team. Eerder reed hij bij Cyclingteam Jo Piels en Skil-Shimano. Hij was zowel bij de nieuwelingen als de junioren Nederlands kampioen op de weg en in 2008 werd hij wereldkampioen bij de universitairen.

## overwinningen

### Prof
2008
- Wim Hendriks Trofee
- Ronde van Overijssel
- Hel van Voerendaal
- Groeistad Klassieker

2012
- Ster van Zwolle
- Ronde van Lexmond
- Altena Biesbosch Ronde

2013
- Ronde van Rhoon
- Ronde van Giessenburg

### Jeugd
- 1x: 2008 (militairen)
- 2x: 2004 (nieuwelingen), 2006 (junioren)